# Epanaphe maynei
Epanaphe maynei är en fjärilsart som beskrevs av Gustaaf Hulstaert 1924. Epanaphe maynei ingår i släktet Epanaphe och familjen tandspinnare. Inga underarter finns listade i Catalogue of Life.